# Paraguays herrlandslag i rugby union
Paraguays herrlandslag i rugby union representerar Paraguay i rugby union på herrsidan.

## Historik
Laget spelade sin första match 1970 i Asunción, och förlorade med 3-12 mot Chile.

### Fotnoter
1. ↑  ”Rugby International”. http://www.rugbyinternational.net/countries/paraguay.htm. Läst 26 augusti 2011.